# Shenandoah
|  | For skibet af samme navn, se CSS Shenandoah |
Shenandoah-dalen er en region i det vestlige Virginia og West Virginia som omkranses af Blue Ridge Mountains mod øst og Appalacherne og Allegheny-plateauerne mod vest. 

## Geografi
I Shenandoah-dalen finder man Harrisonburg, Waynesboro, Winchester, Staunton, Front Royal og en række mindre byer. Regionen ligger i den nordlige og nordvestlige del af Virginia, men omfatter også en mindre østlig udløber af West Virginia, hvor man finder byerne Martinsburg og Harpers Ferry. Ned gennem dalen løber Massanutten-bjergkæden, som omfatter Powell's Fort Valley i Shenandoah County. Nord- og sydgrenene af Shenandoahfloden mødes i dalen nord for Front Royal ved Riverton efter at have løbet på øst og vestsiden af Massanutten bjegkæden. Dalen ender ved Potomacfloden. 
Geologisk rækker Shenandoah-dalen helt til Roanoke, men både Roanoke og Lexington hører ikke til Shenandoahflodens afvandingsområde, som når til et sted syd for Staunton. Fra nord til syd 
omfatter Shenandoah-dalen 2 counties i West Virginia (Berkeley og Jefferson), og 7 counties i Virginia (Frederick, Clarke, Warren, Shenandoah, Page, Rockingham og Augusta County).

## Historie
Ordet Shenandoah er afledt af et indiansk udtryk, der betyder "Stjernernes smukke døtre".
Hovedvejen gennem dalen (Valley Turnpike) var oprindelig en sti, som indianerne (Delaware og Catawba) fulgte når de migrerede. Senere blev den en væsentlig rute for vogne og efterhånden biler. I det 20. århundrede blev vejen en betalingsvej, men blev opkøbt af staten Virginia og blev til U.S. Highway 11. På et langt stykke følger Interstate 81 den gamle vej. 
Shenandoah-dalen er et produktivt landbrugsområde. Trods løfter om frugtbar jord i dalen var Blue Ridge Mountains en alvorlig forhindring for indvandring fra øst. I stedet blev dalen først befolket af tyske og skotsk-irske immigranter fra Pennsylvania i 1730-erne. Begge grupper kom sydpå ind i dalen fra Potomac i modsætning til de fortrinsvis engelske kolonister i resten af Virginia. 
Immigranternes kolonisering af den hidtil irokesisk-dominerede Shenandoahdal førte til vrede blandt Irokeserføderationen, hvilket resulterede i Lancaster-traktaten fra 1744 mellem Irokeserføderationen og de britiske kolonier Virginia og Maryland.

Shenandoah dalen var en vigtig slagmark under den amerikanske borgerkrig.

## Eksterne links
- Shenandoah Valley – Officiel Turist hjemmeside Arkiveret 11. december 2008 hos  Wayback Machine
- Shenandoah Valley Magazine
- Shenandoah Valley Technology Council
- Shenandoah i krig, Shenandoah Dalens slagsmarker
- CivilWarTraveler.com – Virginia's bjerge og dale
- Valley Conservation Council

38°30′N 78°51′V / 38.5°N 78.85°V